# Дом с магазином купца П. С. Ракова
Дом с магазином купца П. С. Ракова — двухэтажное каменное здание, построенное в начале XX века в городе Калуге. Располагается по адресу: улица Ленина, 75. Памятник архитектуры регионального значения.

## История

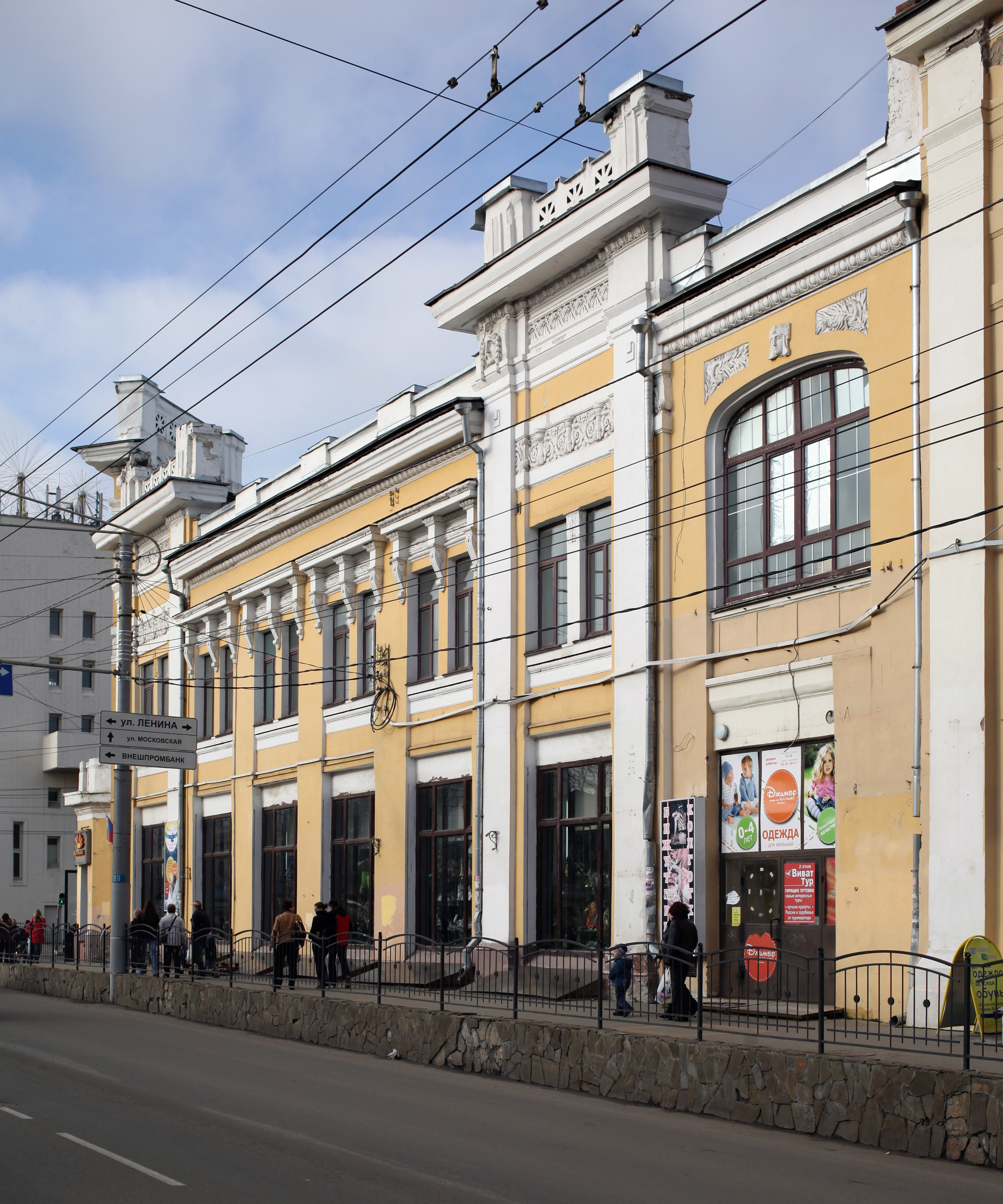
Дом № 75

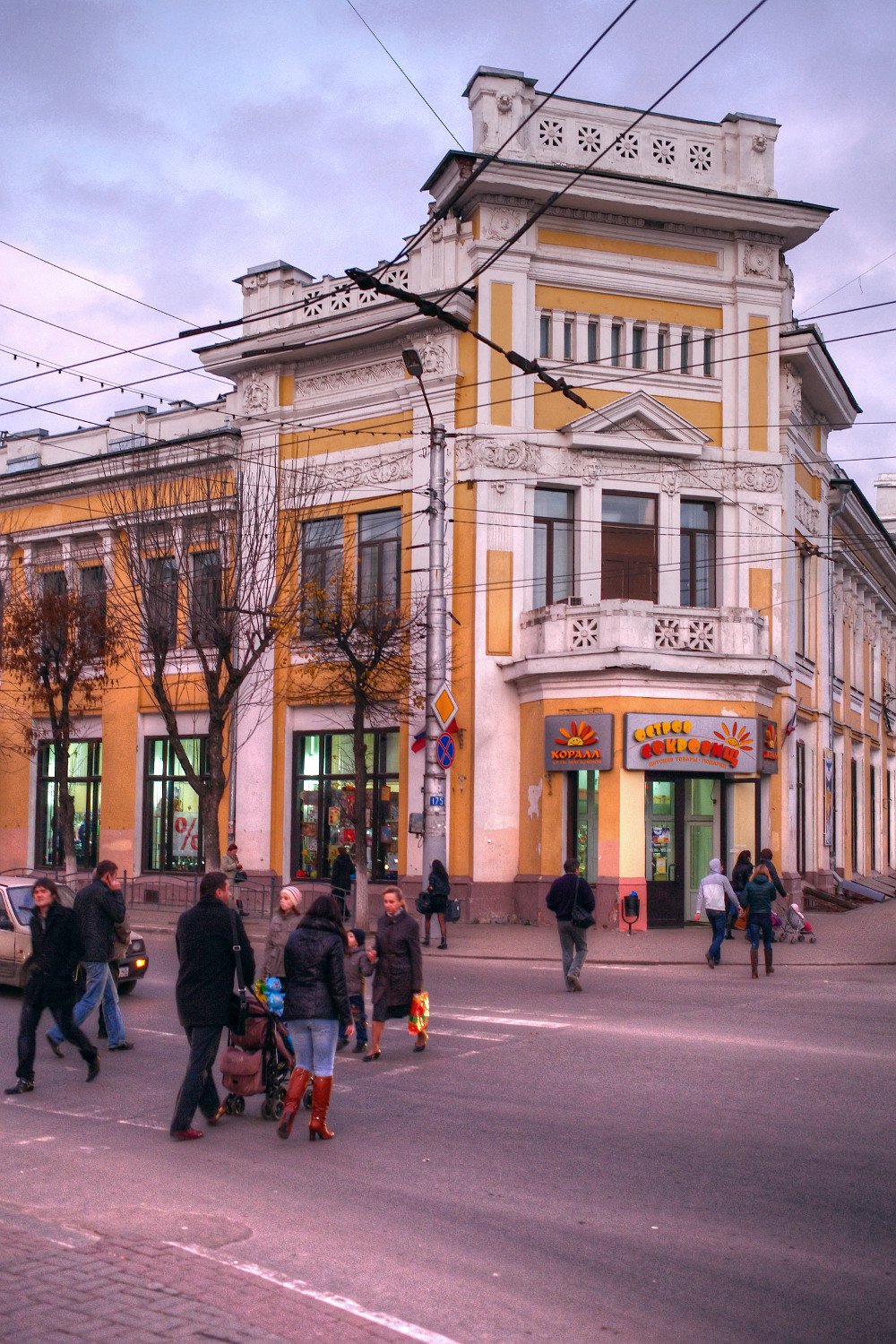
Центральный вход

Двухэтажное строение разместилось на пересечении улице Ленина и Кирова в городе Калуге. Здание является памятником архитектуры и эффективно вписано в застройку одной из центральных улиц Калуги.
В конце XVIII века, в 1787 году, на этом городском участке был возведён небольшой особнячок с флигелем. Был построен для снохи известного купца Шемякина. Через семь лет после постройки это строение выкупил двоюродный брат Александра Николаевича Радищева, калужский вице-губернатор Фёдор Пушкин. В этом доме в гостях бывал и сам Александр Радищев. В начале XIX века строением владел калужский губернский прокурор Александр Степанов. После 1822 года этим строением владели и другие собственники.
В конце XIX века здание выкупил купец Пётр Степанович Раков, который принял решение демонтировать строение и возвести на этом месте новое здание. Проектом особняка занимался калужский архитектор Василий Виноградов. Дом в стиле «модерн» имеет одну особенность, чтобы угол здания при пересечении улиц Ленина и Кирова сделать менее заметным, в этом месте был устроен главный вход.
17 апреля 1911 состоялось освящение нового особняка в центре Калуги. Первый этаж здания купец отвёл под универсальный магазин, а на втором этаже поселилась его семья. В те времена магазин прозвали «Ракушкой».
После революции, Пётр Степанович добровольно передал свой особняк на нужды советской власти. С 1 октября 1918 года на втором этаже разместился Городской совет. В 1937 году второй этаж занял горком ВКП(б).
После Великой Отечественной войны власти вновь расположились на втором этаже. В это же время была возведена пристройка, на первом же по-прежнему работал универмаг.
3 ноября 1965 года в этом здание состоялось открытие в Калуге магазина «Детский мир». В 1974 году на фасаде универмага появляется электронное табло, которое показывало время и температуру воздуха. В 1990-е, вместо большой пристройки на улице Кирова работал мини-рынок с палатками и ларьками.
В июне 2000 года на первом этаже особняка открылся магазин подарков «Остров сокровищ». Дом купца Ракова сегодня является торговым центром.
В подвальных помещениях здания с улицы Кирова в разное время размещались пивные заведения.